# Alice Doesn't Live Here Anymore
Alice Doesn't Live Here Anymore is een Amerikaanse film uit 1974 van regisseur Martin Scorsese. De hoofdrollen worden vertolkt door Ellen Burstyn, Harvey Keitel en Kris Kristofferson.

## Verhaal
Wanneer Alice Hyatt plotseling weduwe wordt, besluit ze met haar zoontje Tommy naar Monterey, Californië te verhuizen. Daar wil ze opnieuw werken aan haar zangcarrière. Alice vindt werk als zangeres in een bar in Phoenix, Arizona. Ze leert er ook Ben kennen en wordt verliefd op hem. Ben en Alice beginnen een relatie maar dan ontdekt zij dat hij getrouwd is. Bovendien is hij ook niet vies van huiselijk geweld.
Ten slotte verhuist Alice naar Tucson, Arizona, waar ze haar carrière als zangeres opgeeft. Ze gaat aan de slag als serveerster en leert David, een landbouwer, kennen. Alice vraagt zich af of hij misschien de ware is voor haar.

## Rolverdeling
| Acteur             | Personage          |
| ------------------ | ------------------ |
| Ellen Burstyn      | Alice Hyatt        |
| Alfred Lutter III  | Tommy              |
| Billy Green Bush   | Donald             |
| Harvey Keitel      | Ben                |
| Kris Kristofferson | David              |
| Diane Ladd         | Flo                |
| Jodie Foster       | Audrey             |
| Lelia Goldoni      | Bea                |
| Laura Dern         | IJsjesetend meisje |

## Productie
Tijdens de opnames van The Exorcist (1973) werd Ellen Burstyn benaderd door Warner Brothers. Ze kreeg verscheidene scenario's van de filmstudio maar die hadden telkens hetzelfde probleem volgens Burstyn. De vrouw was ondervertegenwoordigd of kreeg een typische rol als huismoeder, als "hulpje" voor de man of als sekssymbool. Volgens de actrice was de situatie van Amerikaanse vrouwen veranderd, maar geen enkel scenario gaf die situatie voldoende weer.
Toen kreeg Burstyn het scenario Alice in handen. Ze was meteen geïnteresseerd en kreeg van John Calley, de toenmalige verantwoordelijke voor de productie, zelfs de kans om het scenario zelf te verfilmen. Burstyn liet Calley weten dat ze zich te jong en onervaren vond om het script zelf te verfilmen. Daarom ging ze op zoek naar een jonge, getalenteerde regisseur. Ze kwam terecht bij Francis Ford Coppola. Coppola, die in die periode aan de opnames van The Godfather Part II bezig was, bedankte maar stelde aan Burstyn wel een andere Italo-Amerikaanse regisseur voor: Martin Scorsese.
Toen Scorsese voor het eerst van het project hoorde, was hij meteen enthousiast. Burstyn vond wel dat hij niet in staat was om een film te draaien met vrouwen in de hoofdrol, maar Scorsese wilde haar ongelijk bewijzen. Samen besloten ze om zo veel mogelijk vrouwen te laten deelnemen aan het filmproject en zo werd zelfs de artdirector een vrouw, hetgeen niet vaak voorkomt in Hollywood.
Later werd Burstyn voor haar acteerprestatie beloond met een Oscar en volgde er nog een televisieserie, Alice (1976), waarin bijna alle acteurs van de originele film werden vervangen.

## Prijzen
Academy Awards (1975)
- Gewonnen - Oscar for Best Actress in a Leading Role - Ellen Burstyn
- Genomineerd - Oscar for Best Actress in a Supporting Role - Diane Ladd
- Genomineerd - Oscar for Best Writing, Original Screenplay - Robert Getchell

BAFTA Awards (1976)
- Gewonnen - BAFTA Award for Best Film
- Gewonnen - BAFTA Award for Best Actress - Ellen Burstyn
- Gewonnen - BAFTA Award for Best Supporting Actress - Diane Ladd
- Gewonnen - BAFTA Award for Best Screenplay - Robert Getchell
- Genomineerd - BAFTA Award for Best Direction - Martin Scorsese
- Genomineerd - BAFTA Award for Best Supporting Actress - Lelia Goldoni
- Genomineerd - BAFTA Award for Most Promising Newcomer to Leading Film Roles - Alfred Lutter III

Golden Globes (1975)
- Genomineerd - Golden Globe for Best Motion Picture Actress - Drama - Ellen Burstyn
- Genomineerd - Golden Globe for Best Supporting Actress - Motion Picture - Diane Ladd

Filmfestival van Cannes (1975)
- Genomineerd - Gouden Palm - Martin Scorsese[2]

## Trivia
- Diane Ladd is in het echt de moeder van actrice Laura Dern, die op het einde van de film te zien is als figurant.
- Ook actrice Barbra Streisand werd benaderd om het personage Alice te spelen, maar zij vond dat ze nooit op een geloofwaardige manier een mislukte zangeres zou kunnen vertolken.
- De openingsscène van de film is een hommage aan The Wizard of Oz (1939).